# Belvaux-Soleuvre vasútállomás
Belvaux-Soleuvre vasútállomás Luxemburgban, Sanem településen található.

## Vasútvonalak
Az állomást az alábbi vasútvonalak érintik:
- Esch–Athus-vasútvonal

## Kapcsolódó állomások
A vasútállomáshoz az alábbi állomások vannak a legközelebb:
- Oberkorn vasútállomás
- Belval-Rédange vasútállomás